# Vojnozgodovinski zbornik
Vojnozgodovinski zbornik je revija s članki o vojni in vojaški zgodovini Slovenije. Izhaja 3-4 letno, od leta 1998. Izdaja jo Vojni muzej Logatec. Odgovorni urednik je Janez J. Švajncer.

### Dosedanji avtorji
- Nenad Bjeloš
- Andrej Jamnik
- Marijan F. Kranjc
- Stanko Pahič
- Marko Pavlin
- Mile Pavlin
- Jože Simšič-Jelen
- Janez J. Švajncer
- Maja Švajncer
- Sergej Vrišer